# Indian Regional Navigation Satellite System

Satélite IRNSS.

O Indian Regional Navigation Satellite System (IRNSS) é um sistema de navegação por satélite autônomo indiano que está sendo desenvolvido pela Organização Indiana de Pesquisa Espacial (ISRO), que estaria sob o controle completo do governo indiano. A exigência de um sistema de navegação controlado pelo governo indiano é impulsionado pelo fato de que o acesso a sistemas de navegação global por satélite estrangeiros não é garantida em situações hostis. O IRNSS fornecerá dois serviços, um serviço de posicionamento padrão aberto para uso civil e um serviço restrito, criptografado, para usuários autorizados (militares).

## Satélites
| Satélite          | Fabricante | Data do lançamento    | Veículo de lançamento | Estado    |
| ----------------- | ---------- | --------------------- | --------------------- | --------- |
| IRNSS-1A          | ISRO       | 1 de julho de 2013    | PSLV-XL               | Ativo     |
| IRNSS-1B          | ISRO       | 4 de abril de 2014    | PSLV-XL               | Ativo     |
| IRNSS-1C          | ISRO       | 15 de outubro de 2014 | PSLV-XL               | Ativo     |
| IRNSS-1D          | ISRO       | 28 de março de 2015   | PSLV-XL               | Ativo     |
| IRNSS-1E          | ISRO       | 20 de janeiro de 2016 | PSLV-XL               | Ativo     |
| IRNSS-1F          | ISRO       | 10 de março de 2016   | PSLV-XL               | Ativo     |
| IRNSS-1G          | ISRO       | 28 de abril de 2016   | PSLV-XL               | Ativo     |
| IRNSS-1H          | ISRO       | 31 de agosto de 2017  | PSLV-XL               | Fracassou |
| IRNSS-1I          | ISRO       | 11 de abril de 2018   | PSLV-XL               | Ativo     |
| IRNSS-1J (NVS-01) | ISRO       | 29 de maio de 2023    | GSLV Mk II            | Ativo     |
| IRNSS-1K (NVS-02) | ISRO       | 28 de janeiro de 2025 | GSLV Mk II            | Ativo     |